# 毒品戰爭

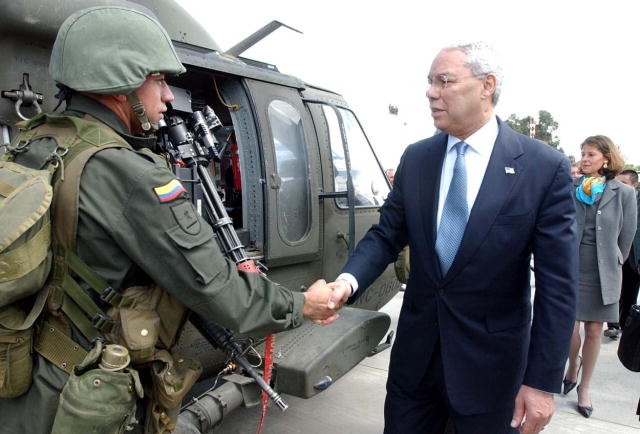
在毒品戰爭中，美國花了每年大約五億美元給予哥伦比亚，用來打擊毒贩及FARC等恐怖分子

毒品戰爭，是美國主要政治術語，常用於表示美國聯邦政府對於毒品的防制而做出的行动，即軍事支援、軍事干預、減少非法藥品交易。
這一舉措包括一套旨在阻止違法生產，分配和消費的藥物政策對於精神药物的政策並且參與政府联合国的對策。這個詞在1971年6月18日由美国总统理查德·尼克松發表的新聞發布會不久之後普及—尼克松總統出版了尼克松總統給藥物濫用預防和控制大會的一個特別信息， 宣布吸毒為“第一公敵”。他向國會發出的這個消息包括關於將更多的聯邦資源用於“預防新的吸毒者和康復上癮者”的文本，但這部分並不像“毒品戰爭”一樣受到公眾的重視。不過，在此之前兩年，尼克松已經正式宣布了“毒品戰爭”，旨在消除、阻截、監禁。
毒品戰爭可能確實起到了減少藥物濫用的效果，在美國，毒品戰爭使得使用非法藥物的總人數下降了至少40%，根據一項受到美國衛生及公共服務部贊助的研究，在1979年，美國總共有兩千五百萬人使用非法藥物；而在1999年，則有一千四百八十萬人使用非法藥物。
主張結束“毒品戰爭”的非營利組織Drug Policy Alliance估計美國每年為這些舉措花費510億美元。
2011年6月， 全球藥物政策委員會發表了關於毒品戰爭的批評性報告，報告中宣稱：“全球毒品戰爭已經失敗，對世界各地的個人和社會造成破壞性後果。麻醉品单一公约開始五十年後，尼克松總統發表美國政府毒品戰爭後的幾年，迫切需要國家和全球藥物管制政策的基本改革。”該報告被反對藥物普遍合法化的組織所批評。

## 历史

### 19世纪
吗啡于1803年至1805年间首次从鸦片中分离出来，皮下注射器于1851年首次制造。这在美国内战期间尤为重要，当时受伤的士兵接受吗啡治疗。这导致了退伍军人普遍对吗啡上瘾。
直到1912年，海洛因等产品都是以咳嗽糖浆的形式在非处方销售的。医生还为易激婴儿、支气管炎、失眠、“神经状况”、歇斯底里、月经痉挛和“蒸汽”开了海洛因处方，从而导致大规模成瘾。此外，鸦片酊是一种阿片类药物，也是家庭药柜中常见的一部分。

### 20世纪
美国第一部限制某些药物分销和使用的法律是1914年的《哈里森麻醉品税法》。第一部地方法律早在1860年就出台了。1919年，美国通过了第18修正案，禁止销售、制造和运输酒精，宗教和医疗用途除外。1920年，美国通过了《国家禁酒法》（沃尔斯特德法案），该法案旨在执行第18修正案中的法律规定。
在第一次世界大战期间，许多士兵接受了吗啡治疗，并成为瘾君子。
根据1930年6月14日的一项法案（《美国法律总汇》第46卷第585页），联邦麻醉品局在美国财政部成立。1933年，通过了第21修正案，废除了联邦对酒精的禁令。1935年，富兰克林·罗斯福总统公开支持通过《统一国家麻醉药品法》。《纽约时报》的标题是“罗斯福要求麻醉药品战争援助”。
1937年，通过了《1937年委内瑞拉税法》。几位学者声称，目标是摧毁大麻产业，主要是商人安德鲁·梅隆、伦道夫·赫斯特和杜邦家族的努力。这些学者认为，随着剥皮机的发明，大麻成为了报业中使用的纸浆的一种非常便宜的替代品。这些学者认为，赫斯特认为这是对他大量木材持有的威胁。美国财政部长、美国最富有的人梅隆对杜邦公司的新型合成纤维尼龙进行了大量投资，并认为其成功取决于其对传统资源大麻的替代。然而，存在与这些权利要求相矛盾的情况。人们对这些说法表示怀疑的一个原因是，新型去角质剂在商业生产中的表现并不完全令人满意。大麻纤维的生产需要收割、运输和加工，是一个劳动密集型的过程。技术的发展减少了所需的劳动力，但不足以消除这种劣势。
1970年10月27日，国会通过了1970年《全面药物滥用预防和控制法》，其中根据药物用途和成瘾可能性对受管制物质进行了分类。1971年，两名国会议员发布了一份关于驻越美军中海洛因流行日益严重的报告；10%至15%的军人对海洛因上瘾，尼克松总统宣布吸毒是“头号公敌”。
尼克松反对毒品运动背后的动机存在争议。
1973年，成立了缉毒局，以取代麻醉品和危险药物管理局。
尼克松政府还废除了联邦对持有大麻的2至10年强制性最低刑期，并启动了联邦减少需求计划和药物治疗计划。尼克松政府的“毒品沙皇”罗伯特·杜邦表示，更准确的说法是尼克松结束了而不是发动了“禁毒战争”。杜邦公司还辩称，正是毒品合法化的支持者推广了“禁毒战争”一词。
罗纳德·里根担任总统期间，联邦政府对预防药物滥用和起诉罪犯的关注有所扩大。里根签署了1984年的《全面犯罪控制法》，该法扩大了对持有大麻的处罚，建立了联邦强制性最低刑期制度，并制定了民事资产没收程序。从1980年到1984年，联邦调查局缉毒部门的联邦年度预算从800万增加到9500万。根据历史学家伊丽莎白·辛顿的说法，里根在20世纪80年代担任总统期间是将吸毒者定罪的坚定支持者；她写道，“（他）领导国会将吸毒者，特别是非裔美国吸毒者定为犯罪，集中并加强了对持有结晶岩形式可卡因（称为“快克”）的惩罚，而不是白宫官员认为在低收入美国白人中同样存在问题的结晶甲基苯丙胺”。两党都支持里根的犯罪立法。根据辛顿的说法，尽管里根是共和党人，但自约翰逊政府以来，民主党人一直支持他的立法。
1982年，副总统乔治·H·W·布什及其助手开始推动中央情报局和美国军方参与缉毒工作。
国家药物管制政策办公室（ONDCP）最初是根据1988年《国家麻醉品领导法》成立的，该法授权为青年开展全国禁毒媒体运动，后来成为全国青年禁毒媒体运动。ONDCP的主管通常被称为毒品沙皇，它于1989年乔治·H·W·布什总统时期首次实施，并于1993年由比尔·克林顿提升为内阁级别。这些活动随后由1998年《财政部和一般政府拨款法》资助。1998年《无毒品媒体运动法》将该运动编纂为《美国法典》第21卷第1708节。

### 21世纪
在21世纪初，禁毒战争开始被称为“新的吉姆·克劳”。律师和民权倡导者米歇尔·亚历山大进一步推广了这种心态，她在2010年写了《新吉姆·克劳：色盲时代的大规模监禁》。
根据美国公民自由联盟（ACLU）的一篇文章，在世纪之交，美国的监禁率不成比例地由非裔美国人组成。2001年，“监狱中的黑人人数（792000人）已经相当于1820年被奴役的人数。随着当前毒品战争的势头助长了监狱工业综合体的不断扩张，如果目前的趋势继续下去，美国监禁的非裔美国人只剩下15年的时间，就像1860年奴隶制高峰期被迫成为动产奴隶一样”。
在任期间，巴拉克·奥巴马对禁毒战争采取了“强硬但聪明”的态度。虽然他声称自己的方法与前几任总统不同，但事实上，他的做法非常相似。他提倡一个普遍的毒品问题，但他的二元“强硬但聪明”的解决方案保持了将毒品罪犯定罪的心态。
2011年6月2日，一个由前国家元首和政府首脑组成的名为全球毒品政策委员会的国际组织发布了一份报告，称“全球禁毒战争已经失败。”该委员会由22名自封成员组成，其中包括一些著名的国际政治家和作家。美国外科医生Regina Benjamin还发布了有史以来第一个国家预防战略，该战略旨在预防药物滥用和促进健康、积极的生活方式。
2012年5月21日，美国政府公布了其毒品政策的更新版本。ONDCP主任同时表示，这项政策与“禁毒战争”有些不同：
- 美国政府将该政策视为药物管制的“第三条道路”；这种方法是基于世界上一些杰出学者对药物滥用疾病的巨大研究投资的结果。

- 该政策并不将毒品合法化视为毒品管制的“银弹”解决方案。

- 这不是一项以逮捕人数或建造监狱数量来衡量成功与否的政策。[46]

在同一次会议上，意大利、俄罗斯联邦、瑞典、联合王国和美国的代表签署了一份符合这一点的宣言：“我们的方法必须是平衡的，将有效执法限制毒品供应与努力减少需求和建立恢复相结合；支持人们过上没有毒瘾的生活。”
美国公民自由联盟2013年的一份报告称，反大麻运动是“对有色人种的战争”。该报告发现，“尽管使用率几乎相同，但非裔美国人被捕的可能性是白人的3.73倍，在过去十年中，大麻违法行为占全国毒品逮捕人数的一半以上”。从某种程度上说，巴拉克·奥巴马在禁毒战争中采取的“强硬但聪明”的二元方法阻碍了其自身的进步。一方面，非白人毒品罪犯受到的刑事制裁较少，但另一方面，通过将罪犯视为严格的暴力或非暴力，大规模监禁持续存在。
2016年3月，国际麻醉品管制局表示，国际药物管制条约没有规定“禁毒战争”。
根据美国公民自由联盟和《纽约时报》2020年的文章，共和党和民主党一致认为，现在是结束禁毒战争的时候了。乔·拜登在总统竞选期间声称，他将采取必要措施缓解禁毒战争，结束阿片类药物的流行。
2020年12月4日，美国众议院通过了一项大麻改革法案，即《大麻机会再投资和驱逐法案》（也称为《更多法案》），该法案将大麻合法化。此外，根据美国公民自由联盟的说法，它“删除了过去的定罪和逮捕，并对大麻征税，以重新投资于禁毒战争的目标社区”。然而，根据《管制物质法》，大麻仍然是附表一药物。虽然MORE法案将大麻合法化，但附表一对该物质的分类与从社会政治角度重新定义大麻的努力相冲突。《更多法案》于2020年12月在参议院获得通过。
随着时间的推移，美国各州在毒品自由化问题上采取了不同的步伐。例如，截至2020年12月，俄勒冈州成为美国第一个将所有毒品合法化的州。州政府的应对措施已经从刑事手段转向公共卫生手段。
基于现代政治学家和经济理论家的意识形态，一些人认为，禁毒战争一直是通过大规模监禁的方法来促进自由经济市场放松管制的一种方式。

## 国内政策

### 逮捕和监禁
据人权观察组织称，禁毒战争导致逮捕率飙升，由于各种因素，针对非裔美国人的逮捕率不成比例。尼克松的助手John Ehrlichman说，尼克松利用禁毒战争将黑人和嬉皮士社区及其领导人定为犯罪并加以破坏。
由于禁毒战争，美国目前的监禁状态分为几个阶段。到1971年，50多年来（自1914年、1937年等以来），对毒品采取了不同的措施，每10万名公民中的囚犯只增加了很小的一部分。在尼克松创造了“禁毒战争”这一短语后的头九年里，统计数据显示，被监禁的总人数只略有增加
1980年以后，情况开始发生变化。在20世纪80年代，尽管因所有罪行被捕的人数增加了28%，但因毒品犯罪被捕的人数却增加了126%。需求增加的结果是私有化和营利性监狱行业的发展。美国司法部在报告各州举措的影响时指出，从1990年到2000年，“毒品犯罪数量的增加占黑人囚犯总增长的27%，西班牙裔囚犯总增长率的7%，白人囚犯增长率的15%。”，美国规定驱逐许多因毒品犯罪而被定罪的非公民。
1994年，《新英格兰医学杂志》报道称，“禁毒战争”每年导致100万美国人被监禁。2008年，《华盛顿邮报》报道称，每年有150万美国人因毒品犯罪被捕，其中50万人将被监禁。此外，五分之一的美国黑人会因毒品法而入狱。
联邦和州政策还对那些被判犯有毒品罪的人施加了附带后果，除了罚款和监禁外，这些后果不适用于其他类型的犯罪。例如，一些州颁布了法律，将任何被判犯有毒品罪的人的驾驶执照吊销六个月；这些法律的颁布是为了遵守被称为所罗门-劳滕贝格修正案的联邦法律，该修正案威胁要惩罚不执行该政策的州。毒品犯罪或一般重罪犯罪附带后果的其他例子包括丧失职业执照、丧失购买枪支的能力、丧失获得食品券的资格、丧失获得联邦学生援助的资格、失去住在公共住房的资格、失失投票能力和被驱逐出境。

#### 量刑差异
1986年，美国国会通过了一项法律，与对贩运粉末可卡因的惩罚相比，对贩运或持有快克的量刑相差100比1，这被广泛批评为歧视少数族裔，主要是黑人，他们比粉末可卡因更有可能使用快克。自1986年以来，联邦法律就要求这一比例为100:1。在联邦法院被判持有5克快克可卡因的人，最低可被判处5年联邦监禁。另一方面，持有500克粉状可卡因也会被判处同样的刑罚。2010年，《公平量刑法》将量刑差距缩小到18:1。
据人权观察组织称，犯罪统计数据显示，1999年在美国，与非少数族裔相比，非裔美国人因毒品犯罪被捕的可能性要大得多，受到的惩罚和判决也要严厉得多。
1998年的统计数据显示，在逮捕、起诉、判刑和死亡方面存在巨大的种族差异。非裔美国吸毒者占毒品逮捕人数的35%，占定罪人数的55%，占因持有毒品罪入狱人数的74%。在全国范围内，非裔美国人因毒品犯罪被送进州立监狱的频率是其他种族的13倍，尽管据推测他们只占经常吸毒者的13%。
随着时间的推移，禁毒立法也显示出明显的种族偏见。明尼苏达大学教授、社会正义作家Michael Tonry写道，“禁毒战争可预见地、不必要地破坏了数十万处境不利的美国年轻黑人的生活，并破坏了数十年来为改善城市黑人下层成员的生活机会所做的努力。”
1968年，林登·约翰逊总统决定，政府需要努力遏制当时席卷全国的社会动荡。他决定将工作重点放在非法药物使用上，这种做法符合当时专家对这一问题的意见。在20世纪60年代，人们认为美国至少有一半的犯罪与毒品有关，在接下来的十年里，这一数字增长了90%。他制定了1968年的重组计划，将麻醉品局和药物滥用局合并为司法部内的麻醉品和危险药物局。记者马克斯·勒纳在其著作《作为文明的美国》中总结了这一时期关于毒品使用的信念：
作为一个恰当的例子，我们可以以黑人地区普遍存在的冷藏和吸毒成瘾这一已知事实为例。这基本上是从贫困、贫民窟生活和破碎家庭的角度来解释的，但在同样的条件下，很容易表明其他种族群体没有吸毒成瘾。
理查德·尼克松于1969年成为总统，并没有放弃约翰逊开创的禁毒先例。尼克松开始在全国范围内策划缉毒行动，以提高其“监督者”的声誉。Lois B.Defleur是一位研究芝加哥这一时期毒品逮捕的社会历史学家，他表示，“警察管理人员表示，他们正在进行公众想要的逮捕”。此外，尼克松新成立的一些缉毒机构在试图满足公众对逮捕人数的需求时，会采取非法做法进行逮捕。从1972年到1973年，药物滥用和执法办公室在18个月内进行了6000次毒品逮捕，其中大多数是黑人。
接下来的两位总统，杰拉尔德·福特和吉米·卡特，以基本上延续了他们前任的计划作为回应。1981年罗纳德·里根就任总统后不久，他就这个话题发表了演讲。里根宣布，“我们正在拆除悬挂在许多毒品行动上的投降旗帜；我们正在升起战旗。”
然后，在1986年黑人篮球明星Len Bias可卡因过量的驱使下，里根得以在国会通过《反药物滥用法案》。这项立法额外拨款17亿美元，用于资助禁毒战争。更重要的是，它为毒品犯罪制定了29项新的强制性最低刑期。在此之前，在该国的整个历史上，法律体系总共只判处了55次最低刑期。新量刑规则的一项主要规定包括对粉末可卡因和快克可卡因的不同强制性最低标准。在该法案出台时，人们对白人普遍使用的粉末可卡因和黑人普遍使用的快克可卡因在效力和效果上的差异进行了公开辩论，许多人认为“快克”的效力和成瘾性要高得多。快克可卡因和粉状可卡因是密切相关的化学物质，快克可卡因是一种可吸烟的游离碱形式的粉状盐酸可卡因，它能产生更短、更强烈的快感，同时使用更少的药物。这种方法更具成本效益，因此在市中心街道上更为普遍，而粉末可卡因在白人郊区仍然更受欢迎。里根政府开始支持公众舆论反对“快克”，鼓励缉毒局官员罗伯特·普特南夸大该药物的有害影响。“妓女”和“婴儿”的故事变得司空见惯；到1986年，《时代》杂志宣布“破解”年度问题。里根乘着公众热情的浪潮，对快克可卡因做出了更严厉的判决，对数量少得多的快克可卡因判处更严厉的重罪。
里根的门生、前副总统乔治·H·W·布什是下一个占据椭圆形办公室的人，他领导下的毒品政策符合他的政治背景。布什坚持其前任和前上司的强硬路线，在1989年国家药物管制办公室发布第一份《国家药物管制战略》时加强了对毒品的监管。
接下来的三任总统克林顿、布什和奥巴马延续了这一趋势，在他们上任后继承了禁毒战争。在联邦政府被动的时期，正是各州在禁毒战争中发起了有争议的立法。种族偏见通过一些有争议的政策在各州表现出来，比如纽约市的“拦截和搜身”警察做法和1994年加利福尼亚州开始的“三击”重罪法。
2010年8月，奥巴马总统签署了《公平量刑法》，使其成为法律，大大缩小了粉末可卡因和快克可卡因之间100比1的量刑差距，这对少数族裔的影响尤为严重。

### 常用非法药物
常用的非法药物包括海洛因、可卡因、甲基苯丙胺、摇头丸、LSD、氯胺酮和大麻。
海洛因是一种高度成瘾的鸦片类药物。如果贩卖或持有海洛因被抓获，犯罪者可能会被指控犯有重罪，面临2至4年的监禁，最高可被罚款2万美元
冰毒是由甲基苯丙胺盐酸盐组成的。它以白色粉末或固体（岩石）形式销售。持有冰毒可能会受到从罚款到监禁不等的惩罚。与其他毒品犯罪一样，刑期可能会根据被告持有的毒品数量而增加。
在美国各地，持有可卡因是非法的。各州或联邦政府对持有可卡因的处罚各不相同。
大麻是世界上最受欢迎的非法药物。对持有毒品的惩罚比对持有可卡因或海洛因的惩罚要轻。在美国越来越多的州，这种药物正在合法化。大约有一半的美国成年人尝试过大麻。
迷魂药，也称为MDMA，是一种移情原。在美国，持有摇头丸是非法的。持有摇头丸的惩罚最高可达50000美元的罚款和3-10年的监禁。
LSD是一种可以导致幻觉的迷幻药。在美国，持有LSD是非法的。惩罚可能是最高200万美元的罚款和5-40年的监禁。

## 外国干预
一些学者声称，“禁毒战争”一词是掩盖早期军事或准军事行动延伸的宣传。 其他人则认为，大量的“毒品战争”外国援助资金、培训和设备实际上用于打击左翼叛乱，并经常提供给自己参与大规模贩毒的团体，例如哥伦比亚军方的腐败成员。

### 越南战争
从1963年到1975年越南战争结束，在非战斗状态下，美国士兵普遍使用大麻。一些军人也使用海洛因。许多军人在返回美国后停止了海洛因的使用，但回家后却上瘾了。1971年，美国军方对美国军人和妇女的吸毒情况进行了研究。研究发现，全球范围内药物的日使用率低至2%。然而，1971年春天，两名国会议员发布了一份令人震惊的报告，声称越南15%的军人对海洛因上瘾。大麻的使用在越南也很普遍。吸毒的士兵有更多的纪律问题。频繁使用毒品已经成为驻越指挥官的一个问题；1971年，据估计有3万名军人吸毒成瘾，其中大部分是海洛因。
因此，从1971年起，回国的军人必须接受强制性的海洛因测试。从越南返回时检测呈阳性的军人在检测呈阴性之前不得回国。该项目还为海洛因成瘾者提供治疗。

### 拦截行动
1969年9月，尼克松总统宣布了“拦截行动”，这是外交政策领域最早的禁毒行动之一，旨在减少从墨西哥进入美国的大麻数量。这一行动始于严厉的检查打击，导致跨境交通几乎关闭。由于边境州对过境的负担存在争议，这项工作只持续了20天。

### 正义事业行动
1989年12月20日，美国入侵巴拿马，作为正义行动的一部分，该行动涉及25000名美军。巴拿马政府首脑曼努埃尔·诺列加将军应美国的要求，一直在向尼加拉瓜的反政府组织提供军事援助，作为交换，美国容忍了他自20世纪60年代以来就知道的贩毒活动。1971年，当缉毒局试图起诉诺列加时，中央情报局阻止了他们这样做。当时由未来总统乔治·H·W·布什领导的中央情报局每年向诺列加提供数十万美元，作为他在拉丁美洲工作的报酬。当中央情报局飞行员尤金·哈森福斯在尼加拉瓜上空被桑地诺人击落时，飞机上的文件揭示了中央情报局在拉丁美洲的许多活动，中央情报局与诺列加的关系成为美国政府的公共关系“责任”，美国政府在容忍了他数十年的毒品行动后，最终允许缉毒局以贩毒罪起诉他。正义行动，其目的是夺取诺列加并推翻他的政府；诺列加在罗马教廷获得临时庇护，并于1990年1月3日向美国士兵投降。他被迈阿密一家法院判处45年监禁。

### 哥伦比亚计划
作为哥伦比亚计划的一部分，美国政府目前每年向哥伦比亚提供数亿美元的军事援助、培训和装备，以打击被指控参与贩毒的哥伦比亚革命武装力量等左翼游击队。
作为哥伦比亚计划的一部分，美国私营公司签署了开展禁毒活动的合同。DynCorp是美国国务院签约的最大私营公司之一，其他公司则与国防部签订了合同。
哥伦比亚军事人员接受了包括美洲学院在内的美国军事和执法机构的广泛反叛乱培训。作者Grace Livingstone表示，哥伦比亚SOA毕业生涉嫌侵犯人权的人数比目前已知的任何其他国家的SOA毕业生都多。2001年人权观察关于哥伦比亚的一份报告中强调的所有旅的指挥官都是SOA的毕业生，包括2001年上纳亚大屠杀发生地考卡山谷的第三旅。受过美国训练的军官被指控直接或间接参与了20世纪90年代的许多暴行，包括特鲁希略大屠杀和1997年的马皮里潘大屠杀。
2000年，克林顿政府最初放弃了《哥伦比亚计划》附带的除一项人权条件外的所有人权条件，认为这种援助对当时的国家安全至关重要。
美国和哥伦比亚政府的努力因专注于打击南部地区的左翼游击队而受到批评，而没有对右翼准军事组织施加足够的压力，并继续在该国北部开展毒品走私行动。人权观察、国会委员会和其他实体记录了哥伦比亚军方成员与AUC之间存在联系，美国政府已将AUC列为恐怖组织，哥伦比亚军方人员侵犯人权，根据现行法律，他们没有资格获得美国援助。
2010年，华盛顿拉丁美洲办事处得出结论，哥伦比亚计划和哥伦比亚政府的安全战略“都付出了高昂的生命和资源代价，只完成了部分工作，回报递减，使重要机构变得更弱。”
它还指出，“哥伦比亚计划被广泛誉为成功，一些分析人士认为，到2010年，哥伦比亚安全部队终于一劳永逸地占据了上风。”

### 梅里达倡议
梅里达倡议是美国与墨西哥政府和中美洲国家之间的安全合作。它于2008年6月30日获得批准，其既定目标是打击贩毒和跨国犯罪的威胁。梅里达倡议在一项为期三年（2008-2010年）的承诺中向墨西哥政府拨款14亿美元，用于军事和执法培训和装备，以及加强国家司法系统的技术咨询和培训。梅里达倡议针对的是许多非常重要的政府官员，但它未能解决成千上万的中美洲人的问题，因为他们每天都因禁毒战争而面临危险，不得不逃离自己的国家。目前还没有任何针对这些人的计划。计划中没有武器。

### 空中喷洒除草剂
作为根除毒品计划的一部分，美国定期赞助在中美洲和南美洲的丛林中喷洒草甘膦等大量除草剂。空中熏蒸造成的环境后果被批评为对世界上一些最脆弱的生态系统有害；同样的空中熏蒸做法也被认为造成了当地居民的健康问题。

### 洪都拉斯行动
2012年，美国向洪都拉斯派遣缉毒局特工，协助安全部队开展禁毒行动。洪都拉斯一直是毒贩的主要中转站，他们使用隐藏在全国各地的小型飞机和着陆带运输毒品。美国政府与几个拉丁美洲国家达成协议，分享情报和资源，以打击毒品贸易。缉毒局特工与国务院、美国海关与边境保护局和布拉沃联合特遣部队等其他美国机构合作，协助洪都拉斯军队对贩运者的行动地点进行突袭。

## 公众的支持和反对
一些批评者将对持不同意见的少数吸毒者的大规模监禁与历史上对其他少数人的大规模监禁进行了比较。例如，精神病学家Thomas Szasz在1997年写道：“在过去的三十年里，我们已经用对非法吸毒者更凶猛的医疗政治迫害取代了对非法性使用者（‘罪犯’和‘精神病患者’）的医疗政治折磨。”

### 美国
禁毒战争自成立以来一直是一个极具争议的问题。2008年10月2日的一项民意调查发现，四分之三的美国人认为禁毒战争正在失败。
毒品战争的社会后果受到美国公民自由联盟等组织的广泛批评，认为其对少数族裔有种族偏见，并对美国监狱人口激增负有不成比例的责任。根据毒品政策联盟委托司法政策研究所于2006年3月发布的一份报告，美国的“无毒品区”在让年轻人远离毒品方面无效，反而在司法系统中造成了严重的种族差异。
2014年，皮尤研究中心的一项民意调查发现，超过十分之六的美国人表示，州政府取消对违反毒品法的强制监禁是一件好事，而十分之三的美国人表示这些政策变化是一件坏事。这与2001年以来的相同民意调查问题相比有了实质性的转变。2014年，皮尤研究中心的一项民意调查发现，67%的美国人认为转向治疗可卡因和海洛因等毒品更好，而26%的人认为起诉是更好的途径。
2018年，拉斯穆森报告的一项民意调查发现，只有不到10%的美国人认为禁毒战争正在胜利，75%的人认为美国没有赢得禁毒战争。

### 墨西哥
与美国公民不同，墨西哥公民支持政府在禁毒战争中对贩毒集团采取的现行措施。皮尤研究中心2010年的一项民意调查发现，80%的人支持目前在禁毒战争中使用军队打击毒贩，约55%的人表示他们在战争中取得了进展。一年后的2011年，皮尤研究中心的一项民意调查发现，71%的墨西哥人发现“非法药物在他们的国家是一个非常大的问题”。77%的墨西哥人还发现，贩毒集团及其相关的暴力行为对墨西哥来说也是一个巨大的挑战。民意调查还发现，认为非法毒品和与卡特尔有关的暴力的比例在北方更高，87%的人认为非法使用毒品，94%的人认为与卡特尔有关暴力是一个问题。与其他地区相比：南部、墨西哥城和墨西哥城的大面积地区，以及墨西哥中部，这些地区的非法药物使用率都约为18%或低于该国面临的问题。在贩毒集团相关的暴力问题上，这些地区也比北方低19%或更多。
2013年，皮尤研究中心的一项民意调查发现，74%的墨西哥公民支持培训警察和军队，另有55%的人支持提供武器和财政援助。尽管民调显示支持美国的援助，但59%的人反对美军在当地驻军。同样在2013年，皮尤研究中心在一项民意调查中发现，56%的墨西哥公民认为美国和墨西哥都应为墨西哥的毒品暴力负责。在同一项民意调查中，20%的人认为美国应该受到谴责，17%的人认为墨西哥应该受到谴责。

### 拉丁美洲
2012年在危地马拉举行的一次会议上，来自危地马拉、墨西哥和哥伦比亚的三位前总统表示，禁毒战争已经失败，他们将在当年4月的美洲首脑会议上提议讨论替代方案，包括非刑事化。危地马拉总统奥托·佩雷斯·莫利纳表示，禁毒战争给中美洲人的生命带来了太高的代价，现在是时候“结束讨论非刑事化的禁忌”了。在峰会上，哥伦比亚政府以其对哥伦比亚造成的灾难性影响为由，推动了自40年前尼克松宣布禁毒战争以来最深远的毒品政策变革。

### 加拿大
在加拿大，即使加拿大是包括冰毒和摇头丸在内的娱乐性毒品的主要供应国，也不会使用军队进行执法。

### 中国
中国的禁毒运动可以追溯到1909年在上海与国际鸦片委员会合作。1991年至1999年，中国共破获非法吸毒、贩卖毒品案件360起。2009年，巴基斯坦裔英国毒贩阿克毛·沙伊克因向中国走私4公斤海洛因在中国被判处死刑如今，在中国使用、拥有或种植大麻是非法的。根据情节轻重，可判处10至15天拘留至无期徒刑。

## 社会经济影响

### 贫困阶层
对美国青年毒品犯罪的惩罚几乎总是涉及永久或半永久剥夺受教育的机会，剥夺他们的投票权，后来还涉及创造犯罪记录，这使就业更加困难。美国五分之一的监狱人口因毒品犯罪而被监禁。因此，一些作者坚持认为，禁毒战争造成了一个永久的下层阶级，他们几乎没有教育或工作机会，通常是因为毒品犯罪而受到惩罚，而毒品犯罪又是因为尽管没有教育或就业机会，但仍试图谋生。

### 纳税人成本
根据哈佛大学经济学家Jeffrey a.Miron 2008年发表的一项研究，毒品合法化每年在执法和监禁方面节省的费用约为413亿美元，其中257亿美元在各州之间节省，超过156亿美元为联邦政府节省。Miron进一步估计，根据与烟草和酒精相当的税率，至少有467亿美元的税收：87亿美元来自大麻，326亿美元来自可卡因和海洛因，54亿美元来自其他毒品。
中美洲国家的低税收被认为削弱了该地区在对付毒贩方面的反应。许多卡特尔，特别是洛斯泽塔斯，利用了这些国家有限的资源。2010年，萨尔瓦多、危地马拉和洪都拉斯的税收仅占GDP的13.53%。相比之下，智利和美国的税收分别占GDP的18.6%和26.9%。然而，对收入征收直接税非常难以执行，在某些情况下，逃税被视为一种全国性的消遣。

### 对种植业的冲击
在包括哥伦比亚在内的几个国家，古柯和古柯种植者的地位已成为一个激烈的政治问题，尤其是玻利维亚。玻利维亚前总统、前古柯种植者工会领导人埃沃·莫拉莱斯承诺将古柯的传统种植和使用合法化。事实上，在莫拉莱斯政府的领导下，合法化努力与积极和有针对性的根除努力相结合，取得了一些成功。2011年，在莫拉莱斯的领导下，该国的古柯种植量下降了12-13%，莫拉莱斯利用古柯种植者联合会来确保遵守法律，而不是让安全部队发挥主要作用。
根除古柯政策因其对南美洲古柯种植者生计的负面影响而受到批评。在南美洲的许多地区，当地人传统上咀嚼古柯叶并将其用于茶中以及宗教、医药和营养目的。出于这个原因，许多人坚持认为传统古柯种植的非法性是不公正的。在许多地区，美国政府和军方在没有为农民提供任何有意义的替代作物的情况下，强行根除了古柯，并进一步摧毁了他们的许多粮食或市场作物，使他们挨饿，一贫如洗。

### 对就业的影响
批评者指出，由于随机药物测试，禁毒战争也造成了劳动力的人为短缺。例如，根据交通部的数据，2020年，7万名卡车司机因大麻使用检测呈阳性而被解雇。这是在70%的美国人声称经历产品短缺和延误的时期。此外，美国卡车运输协会声称，卡车运输行业缺少80000名卡车司机，到2030年这个数字可能会翻一番。此外，联邦汽车运输安全管理局将随机药物测试的数量从司机职位平均数的25%增加到50%，批评者指出，将导致更多的卡车司机和供应短缺。

## 关于官方参与贩毒的指控
中央情报局、缉毒局、国务院和其他几个美国政府机构被指控与参与贩毒的各种团体有关系。

### 美国中央情报局参与可卡因贩运
参议员约翰·克里1988年的美国参议院外交关系委员会关于“反政府组织”毒品联系的报告得出结论，美国国务院成员“为反政府组织提供支持的人参与了毒品贩运……反政府组织成员自己也在知情的情况下从毒贩那里获得了财政和物质援助。”报告进一步指出，“与违禁药物的联系包括……美国国务院向毒贩支付国会授权的用于向康特拉斯提供人道主义援助的资金，在某些情况下是在毒贩因毒品指控被联邦执法机构起诉之后，在另一些情况下，毒贩正在接受这些机构的积极调查。”
1996年，记者加里·韦伯（Gary Webb）在《圣何塞水星新闻》（San Jose Mercury News）和后来的《黑暗联盟》（Dark Alliance）一书中发表了报道，称：“在十年的大部分时间里，旧金山湾地区的一个贩毒集团向洛杉矶的Crips and Bloods街头帮派出售了数吨可卡因，并向美国中央情报局（U.S.Central Intelligence Agency）领导的拉丁美洲游击队输送了数百万的毒品利润。“这个贩毒集团”打开了哥伦比亚可卡因卡特尔和洛杉矶黑人社区之间的第一条管道，“因此，”涌入的可卡因在美国城市引发了可卡因爆炸。
韦布关于美国政府关系的前提最初遭到了媒体的攻击。该系列仍然存在争议。该系列导致了三项联邦调查（即中央情报局、司法部和众议院情报委员会）对“黑暗联盟”的指控进行调查。这些报道驳斥了该系列的主要说法，但对中央情报局和执法部门的一些行动持批评态度。中央情报局的报告没有发现任何证据表明“中央情报局任何过去或现在的雇员，或任何代表中央情报局行事的人，与罗斯、布兰登或梅内塞斯有任何直接或间接的交易”，也没有发现“黑暗联盟”中提到的任何其他人物曾受雇于该机构，或与该机构有关联或联系。司法部的报告指出，“我们没有发现他（布兰登）与中央情报局有任何联系，中央情报局以任何方式干预了他的案件，或者与反对派的任何联系影响了他的待遇。”众议院委员会的报告审查了梅内塞斯和布兰登对旧金山当地反对派组织以及整个反对派的支持，该报告得出的结论是，它“不足以资助该组织”，也不包括“数百万”，这与《黑暗联盟》系列的说法相反。这种支持“不是由反政府运动中与中央情报局有关联的任何人指挥的”，委员会发现“没有证据表明中央情报局或情报界知道这些人的支持。”

### 涉及中情局、美国海军和西西里黑手党的海洛因贩运行动
纳尔逊·洛克菲勒的编辑助理罗德尼·坎贝尔表示，第二次世界大战期间，美国海军担心美国东部航运港口的罢工和劳资纠纷会扰乱战时后勤，将暴徒Lucky Luciano从监狱中释放，并与他合作帮助黑手党控制这些港口。工会成员被黑手党成员恐吓和谋杀，以此防止劳工骚乱，确保物资顺利运往欧洲。
根据Alexander Cockburn和Jeffrey St.Clair的说法，为了防止共产党员在第二次世界大战后在意大利当选，中央情报局与西西里黑手党密切合作，保护他们，并协助他们在全球范围内进行海洛因走私行动。黑手党与左翼团体发生冲突，并参与暗杀、折磨和殴打左翼政治组织者。

## 功效
1986年，美国国防部资助了兰德公司的一项为期两年的研究，该研究发现，使用武装部队拦截进入美国的毒品对可卡因贩运几乎没有影响，事实上，可能会提高可卡因卡特尔和制造商的利润。这份175页的研究报告题为“封锁边境：军事参与增加对毒品拦截的影响”，由兰德公司下属的国防研究所的七名研究人员、数学家和经济学家编写，于1988年发布。该研究指出，在过去九年中，包括海军研究中心和技术评估办公室的一项研究在内的七项先前研究得出了类似的结论。报告总结道，利用现有武装部队资源进行的拦截行动对可卡因进口美国几乎没有影响。
在20世纪90年代初至中期，克林顿政府下令并资助了兰德公司的一项重大可卡因政策研究。兰德药物政策研究中心的研究得出结论，30亿美元应该从联邦和地方执法部门转向治疗。该报告称，治疗是减少药物使用的最便宜的方法，并指出药物治疗的效果是供应方“禁毒战争”的23倍。
国家研究委员会非法药物政策数据和研究委员会于2001年公布了关于毒品战争效果的调查结果。NRC委员会发现，现有的关于解决毒品使用和走私问题的研究，从美国在哥伦比亚根除古柯田的军事行动到国内毒品治疗中心，都没有结论，如果对这些项目进行了评估：“现有的药物使用监测系统明显不足以支持国家必须做出的全方位政策决定……这个国家在不知道其是否以及在多大程度上产生预期效果的情况下继续实施如此规模和成本的公共政策是不合理的。”该研究，尽管没有被媒体忽视，但却被高层决策者忽视，导致委员会主席查尔斯·曼斯基得出结论，正如一位观察员所指出的那样，“毒品战争对其本身的结果没有兴趣”。
1995年年中，美国政府试图减少甲基苯丙胺前体的供应，以扰乱这种药物的市场。根据2009年的一项研究，这项努力是成功的，但其影响在很大程度上是暂时的。
在1920年至1933年的禁酒令期间，饮酒量最初有所下降，但早在1922年就开始增加。据推测，即使1933年没有废除禁令，饮酒量也会很快超过禁令前的水平。反对禁毒战争的一个论点是，它使用了与禁酒令类似的措施，而且不再有效。
在2000年至2006年的六年里，美国在哥伦比亚计划上花费了47亿美元，旨在根除哥伦比亚的古柯生产。这一努力的主要结果是将古柯生产转移到更偏远的地区，并迫使其他形式的适应。2005年，美国毒品办公室宣布改变测量方法，并在其调查中纳入新的地区后，发现哥伦比亚在六年结束时的古柯种植总面积是相同的。邻国秘鲁和玻利维亚的种植增加了，有些人会把这种影响描述为挤压气球。
至少有500位经济学家，包括诺贝尔奖获得者米尔顿·弗里德曼、乔治·阿克洛夫和弗农·L·史密斯，指出，根据供需规律，在不减少需求的情况下减少大麻供应会导致价格上涨，从而导致大麻销售商的利润上涨。利润的增加鼓励生产商不顾风险生产更多的药物，这为为什么对药物供应的攻击未能产生任何持久影响提供了理论解释。上述经济学家发表了一封致乔治·W·布什总统的公开信。布什表示：“我们敦促……国家就大麻禁令展开公开和诚实的辩论……至少，这场辩论将迫使现行政策的倡导者表明，大麻禁令的好处足以证明纳税人的成本、放弃的税收以及大麻禁令带来的许多附带后果是合理的。”
2019年，美国共有70630人因服药过量死亡。
2008年世界禁毒论坛的宣言指出，预防、教育、治疗、执法、研究和减少供应的平衡政策为减少药物滥用及其相关危害提供了最有效的平台，并呼吁各国政府将减少需求视为打击药物滥用的首要优先事项之一。
尽管2005年每年花费70多亿美元逮捕并起诉全国近80万人的大麻犯罪（联邦调查局统一犯罪报告），但联邦资助的“监测未来调查”报告称，约85%的高中生认为大麻“很容易获得”。自1975年以来，这一数字几乎没有变化，在30年的全国调查中从未低于82.7%。美国缉毒局表示，尽管许多州通过了新的医用大麻法，使获取大麻变得更容易，但2000年至2005年间，美国的大麻使用者数量有所下降，尽管根据美国国家药物使用与健康调查，使用率仍高于20世纪90年代。
ONDCP在2011年4月表示，在过去五年中，年轻人的可卡因使用量下降了46%，自2006年以来，工作场所可卡因检测呈阳性的人数下降了65%。与此同时，2007年的一项研究发现，多达35%的大学生使用了非处方兴奋剂。
2013年的一项研究发现，从1990年到2007年，海洛因、可卡因和大麻的价格有所下降，但与此同时，这些药物的纯度有所上升。
根据联邦监狱局收集的数据，45.3%的刑事指控与毒品有关，25.5%的指控刑期为5-10年。此外，非白人占联邦监狱系统人口的41.4%，超过一半的人年龄在40岁以下。司法统计局认为，超过80%的毒品相关指控是因为持有毒品，而不是销售或制造毒品。2015年，美国政府在减少供应方面花费了250多亿美元，而在减少需求方面只拨款110亿美元。减少供应包括：拦截、根除和执法；减少需求包括：教育、预防和治疗。禁毒战争通常被称为政策失败。
禁毒战争的批评者指出，它在减少吸毒造成的死亡人数方面收效甚微。例如，根据美国疾病控制与预防中心的数据，2021年的药物滥用死亡人数达到了108000人的历史新高，比2020年（93000人）增加了15%，这是当时死亡人数最多的一年，比2019年增加了30%。尽管奥巴马、特朗普和拜登政府以及前几届政府一直坚持严格的药物管制和对吸毒者的强制性最低刑期，但批评者表示，这些对减少吸毒和死亡几乎没有影响。

## 合法性
在美国，禁毒战争的合法性受到了四个主要理由的质疑。
1.有人认为，目前实施的禁毒违反了实质性正当程序原则，因为其好处并不能证明侵犯美国宪法第五修正案和第十四修正案本应保障的权利是正当的。2011年7月27日，美国地区法官玛丽·S·斯克里文裁定，佛罗里达州旨在消除意图作为持有毒品罪要素的立法违宪。评论员从正当程序的角度解释了这一裁决。
2.宗教良心自由在法律上允许一些人（例如美洲原住民教会的成员）出于明确的精神或宗教动机使用佩约特。素食联盟成员也可以在圣礼中使用阿亚瓦斯卡形式的二甲基色胺。然而，第一修正案的自由行使条款没有提到任何人必须隶属于官方教会才能行使这种自由。
3.有人认为，商业条款意味着监管药物使用的权力应该是州法律，而不是联邦法律。然而，最高法院的裁决与这一论点相反，因为一个地区的生产和消费会改变另一个地方的价格，因为这会影响全球化市场经济中产品的整体供需和州际价格。
4.起诉某些毒品而不起诉酒精或烟草的战争的不公平性也受到了质疑。

## 备选方案
几位作者认为，美国联邦和州政府在打击非法药物分销方面选择了错误的方法。激进、严厉的执法通过法院和监狱输送个人；政府的工作重点一直放在惩罚上，而不是治疗成瘾的原因。通过将毒品定为非法而非管制，禁毒战争创造了一个利润丰厚的黑市。Jefferson Fish编辑了学术文章集，提供了各种基于公共卫生和基于权利的替代药物政策。
2000年，美国的药物管制预算达到184亿美元，其中近一半用于资助执法，而只有六分之一用于治疗。2003年，申请的药物管制预算中53%用于执行，29%用于治疗，18%用于预防。特别是纽约州，将其预算的17%用于药物滥用相关支出。其中只有1%用于预防、治疗和研究。
药物滥用和心理健康服务管理局（SAMHSA）的一项调查发现，持续治疗时间较长的药物滥用者恢复以前吸毒习惯的可能性较小。在接受研究的人中，66%是可卡因使用者。在经历了长期住院治疗后，只有22%的人重新使用可卡因。治疗使可卡因滥用者人数减少了三分之二。联邦政府将大部分资金用于执法，低估了戒毒设施的真实价值及其对减少美国吸毒人数的好处。
2004年，联邦政府颁布了《国家药物管制战略》。它支持旨在扩大治疗选择、加强治疗提供和改善治疗结果的项目。例如，该战略向SAMHSA提供了1.006亿美元的赠款，用于其恢复途径倡议。ATR是一个向吸毒者提供代金券的项目，为他们提供获得临床治疗或康复支持的手段。该项目的目标是扩大能力，支持客户选择，并增加基于信仰和社区的临床治疗和康复支持服务提供者。ATR计划还将根据个人的治疗需求提供更灵活的服务。
2004年战略还宣布，毒品法庭方案大幅增加3200万美元，该方案为毒品罪犯提供了监禁以外的替代方案。作为监禁的替代品，毒品法庭查明滥用药物的罪犯，并将他们置于严格的法庭监督和社区监督之下，并为他们提供长期治疗服务。根据美国国家毒品法庭研究所发布的一份报告，毒品法庭有着广泛的好处，只有16.4%的美国毒品法庭毕业生在完成该项目后一年内被重新逮捕并被控重罪（而44.1%的获释囚犯最终在一年内回到监狱）。此外，让瘾君子参加毒品法庭项目的费用远低于将其监禁在监狱中的费用。根据监狱管理局的数据，2006年联邦囚犯的平均监禁费用为24440美元。在毒品法庭项目中接受治疗的年费用从900美元到3500美元不等。仅纽约州的毒品法庭就节省了254万美元的监禁费用。
许多人认为，禁毒战争代价高昂，效果不佳，主要是因为对成瘾治疗的重视不够。美国在娱乐性毒品使用率和监禁率方面均居世界首位。在大都市地区被捕的男子中，70%的非法药物检测呈阳性，54%的被监禁男子将是惯犯。

## 另見
- 贪污
- 阶级斗争
- 墨西哥毒品戰爭
- 娛樂性藥物
- 湄公河慘案

隱蔽活動和外交政策
- 金新月
- 金三角
- 伊朗门事件
- 第一次鸦片战争

政府機構和法律
- 聯合國毒品和犯罪問題辦公室

反對禁止組織
- Drug Policy Alliance
- Marijuana Policy Project
- Law Enforcement Against Prohibition
- NORML
- November Coalition
- Students for Sensible Drug Policy
- Transform Drug Policy Foundation (United Kingdom)
- Beckley Foundation (United Kingdom)

反對藥物合法化的組織
- Drug Free America Foundation
- Partnership for a Drug-Free America
- World Federation Against Drugs

## 延伸閱讀
- Johann Hari. . London, New York: Bloomsbury. 2015. ISBN 978-1-620-408902.
- Michael Blanchard; Gabriel J. Chin. . American University Law Review. 1998, (47): 557. SSRN 1128945 .
- Daniel Burton-Rose, The Celling of America: An Inside Look at the U.S. Prison Industry. Common Courage Press, 1998.
- Stephanie R. Bush-Baskette, "The War on Drugs as a War on Black Women," in Meda Chesney-Lind and Lisa Pasko (eds.), Girls, Women, and Crime: Selected Readings. SAGE, 2004.
- Gabriel Chin. . Gender, Race & Justice. 2002, (6): 253. SSRN 390109 .
- Alexander Cockburn and Jeffrey St. Clair, Whiteout: The CIA, Drugs and the Press. New York: Verso, 1998.
- Mitchell Earlywine, Understanding Marijuana: A New Look at the Scientific Evidence. New York: Oxford University Press, 2005.
- Kathleen J. Frydl, The Drug Wars in America, 1940-1973. New York: Cambridge University Press, 2013.
- Kenneth B. Nunn. . Gender, Race & Justice. 2002, (6): 381  [2022-01-04]. （原始内容存档于2021-02-25）.
- Tony Payan, "A War that Can’t Be Won." Tucson, AZ: The University of Arizona Press, 2013.
- Preston Peet, Under the Influence: The Disinformation Guide to Drugs. The Disinformation Company, 2004.
- Thomas C. Rowe, Federal Narcotics Laws and the War on Drugs: Money Down a Rat Hole. Binghamton, NY: Haworn Press, 2006.
- Eric Schneider, "The Drug War Revisited," （页面存档备份，存于） Berfrois, November 2, 2011.
- Peter Dale Scott and Jonathan Marshall, Cocaine Politics: Drugs, Armies, and the CIA in Central America. Berkeley, CA: University of California Press, 1911.
- Dominic Streatfeild, Cocaine: An Unauthorized Biography. Macmillan, 2003.
- Douglas Valentine, The Strength of the Wolf: The Secret History of America's War on Drugs. New York: Verso, 2004.

### 政府及非政府組織報告
- National Drug Threat Assessment 2009 （页面存档备份，存于） from the United States Department of Justice
- War On Drugs: Legislation in the 108th Congress and Related Developments （页面存档备份，存于）, a 2003 report from the Congressional Research Service via the State Department website
- The Report of the Canadian Government Commission of Inquiry into the Non-Medical Use of Drugs—1972 （页面存档备份，存于）

## 外部連結
- Narco News （页面存档备份，存于）—news site focusing on drug war in Latin America
- Drug War Facts （页面存档备份，存于）
- Drug War Distortions （页面存档备份，存于）
- Major Studies of Drugs and Drug Policy （页面存档备份，存于） Full text of major government commission reports on the drug laws from around the world over the last 100 years
- Historical Research on the Drug War （页面存档备份，存于） Full text of numerous full histories of the drug war and thousands of original historical documents
- Cato Institute Drug Prohibition Research
- Drug War Victims （页面存档备份，存于）
- Anti-DrugWar.org

http://www.drugpolicy.org/facts/new-solutions-drug-policy/brief-history-drug-war-0 （页面存档备份，存于）
http://www.thewarondrugs.net/ （页面存档备份，存于）
https://web.stanford.edu/class/e297c/poverty_prejudice/paradox/htele.html （页面存档备份，存于）

### 影音
- The War on Drugs is the subject of the 2007 documentary film "The War on Drugs" （页面存档备份，存于）
- The War on Drugs is the subject of the 2007 documentary film "American Drug War" （页面存档备份，存于）
- The War on Drugs is covered in the 2006 documentary film "Cocaine Cowboys"
- The Damage Done—Another documentary film
- The House I Live In （页面存档备份，存于）—Another documentary film, Grand Jury Prize SUNDANCE Film Festival 2012
- How to Make Money Selling Drugs （页面存档备份，存于）—Another documentary film